# آخرین تور روی زمین
آخرین تور روی زمین (به انگلیسی: The Last Tour on Earth) آلبوم زنده مریلین منسون که شامل آلبوم حیوانات مکانیکی و تور «راک مرده» اجرا شده. این آلبوم یک آهنگ استودیویی به نام «چشم انداز حیرت انگیز از آخرزمان» دارد که موسیقی متن Celebrity Deathmatch است. آلبوم در تمام دنیا ۲ میلیون کپی داشته‌است.

## فهرست آهنگ‌ها
| #   | عنوان                                               | زمان |
| ۱.  | مراسم افتتاح مسیح مکانیکی                           | ۲:۴۵ |
| ۲.  | خدای بازتابنده                                      | ۵:۳۲ |
| ۳.  | دنیای سفید بزگ                                      | ۵:۲۱ |
| ۲.  | هفت تیرت را بردار                                   | ۳:۳۷ |
| ۵.  | رویاهای شیرین                                       | ۵:۳۶ |
| ۶.  | راک مرده‌است.                                        | ۳:۲۰ |
| ۷.  | شو یک بسط سیگاری                                    | ۳:۵۶ |
| ۸.  | جعبه ناهار                                          | ۸:۳۵ |
| ۹.  | من مواد مخدر دوست ندارم (اما آن‌ها من را دوست دارند) | ۷:۳۱ |
| ۱۰. | ابرستاره ضد مسیح                                    | ۵:۱۵ |
| ۱۱. | مردم زیبا                                           | ۴:۳۰ |
| ۱۲. | یک سرود بی‌مسئولیت برای تنفر                         | ۴:۴۰ |
| ۱۳. | آخرین زور روی زمین                                  | ۴:۲۶ |
| ۱۴. | چشم انداز حیرت انگیز از آخرزمان                     | ۳:۵۹ |

### آهنگ‌های اضافی
| #   | عنوان                        | زمان |
| ۱۵. | روشنایی اغماء                | ۴:۲۱ |
| ۱۶. | ارضای جنسی من                | ۳:۰۵ |
| ۱۷. | روشنایی اغماء (نسخه آکوستیک) | ۵:۳۳ |
| ۱۸. | یک گل سرخ و یک دختر بچه      | ۲:۱۷ |